# Belén de Los Andaquies
Belén de Los Andaquies är en kommun i Colombia.   Den ligger i departementet Caquetá, i den sydvästra delen av landet, 400 km sydväst om huvudstaden Bogotá. Antalet invånare är 11 081. Arean är 1 181 kvadratkilometer.
Terrängen i Belén de Los Andaquies är varierad.